# ヘント陥落

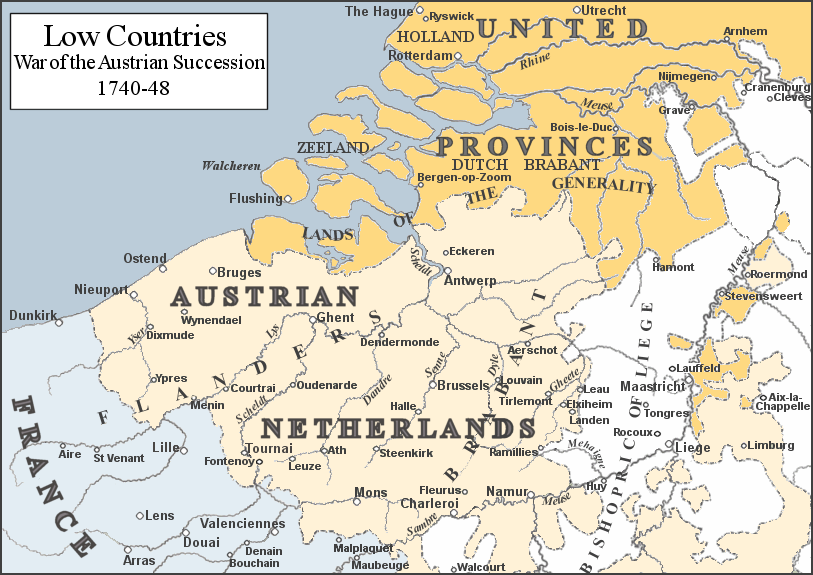
オーストリア継承戦争におけるネーデルラント。ヘントは中央にある。

ヘント陥落（ヘントかんらく、英語: Fall of Ghent）は、オーストリア継承戦争中の1745年7月15日、レーヴェンタール伯爵率いるフランス軍5千人がオーストリア領ネーデルラントのヘントを奇襲して占領した戦闘。同盟軍のヘント駐留軍はほとんど抵抗しなかった。
フォントノワの戦いでの敗北直後にきたヘント陥落の報せで、同盟軍に激震が走った。ヘントは国事軍が1742年に編成されて以来、重要な補給基地として使われてきた。ジェームズ・ウルフを含むイギリスの1連隊はヘント陥落の直前に脱出しており、捕虜になることを避けた。カンバーランド公ウィリアム・オーガスタスはヘントが陥落する以前に援軍としてイギリス、ハノーファー、オランダ、オーストリア軍で構成される縦隊4千から5千人を派遣していたが、この援軍はメレの戦いでフランス軍に敗れ、ヘントに到着したのは1千人ほどであった。
ヘントは完全に包囲され、ヘントの町は7月11日に奪取された。レーヴェンタールは塹壕からヘントの城塞への砲撃を開始した。救援軍の望みもなく、レーヴェンタールの軍勢が1万5千まで増強されたことで城塞の駐留軍は戦意を喪失、7月15日にレーヴェンタールが強襲を仕掛けたことであっさりと陥落した。同盟軍は捕虜3千人を出し、大量な補給を奪われた。ヘントは翌年にはフランスによる進軍の通り道となり、ブリュッセル包囲戦につながった。